# Anandakrishnan-Gletscher
Der Anandakrishnan-Gletscher ist ein 24 km langer Gletscher im westantarktischen Marie-Byrd-Land. Er mündet nördlich des Strauss-Gletschers an der Ruppert-Küste in den Südlichen Ozean.
Das Advisory Committee on Antarctic Names benannte ihn 2003 nach Sridhar Anandakrishnan, Geophysiker der Pennsylvania State University mit den Schwerpunkten antarktische Glaziologie und Tektonik.